# Revinge kyrka

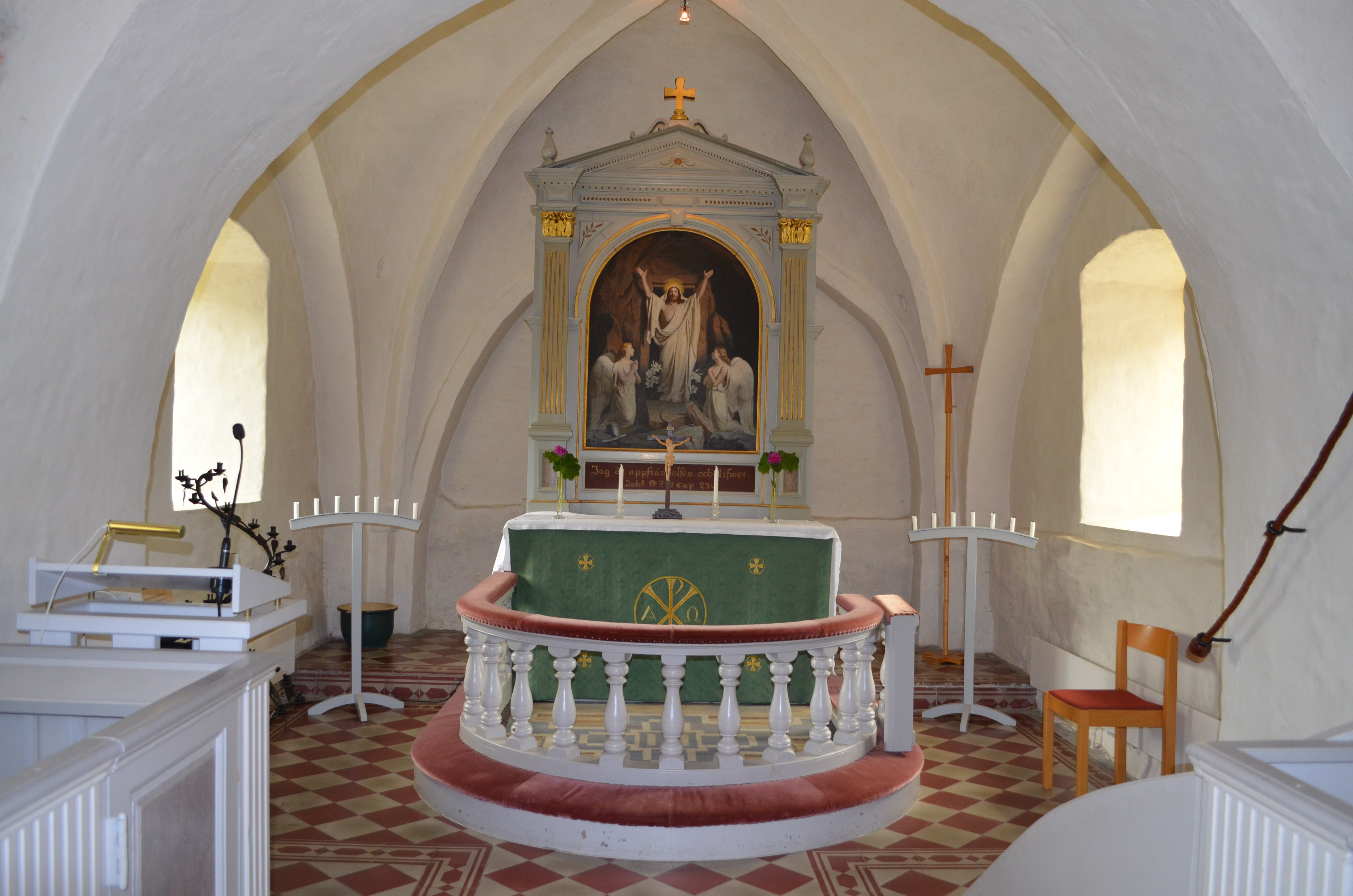
Revinge kyrkas altare

Revinge kyrka är en kyrkobyggnad i Revinge. Den är församlingskyrka i Södra Sandby församling i Lunds stift.

## Kyrkobyggnaden
Kyrkan byggdes runt år 1200. Då bestod den bara av långhus och kor. Under 1400-talet byggdes trappgavelstornet och vapenhuset, och kyrkan välvdes.
Det finns vissa fragment bevarade av kalkmålningar från medeltiden.
Kyrkogården inhägnas av häckar och murverk.

## Inventarier
Predikstolen gjordes runt år 1600. Under 1870-talet målades den om till en brun färg, men avlutades på 1950-talet och återställdes till de tidigare färgerna.

### Orgel
- 1917 byggde A. Mårtenssons Orgelfabrik AB, Lund en orgel med 6 stämmor.
- 1954 byggde Wilhelm Hemmersam, Köpenhamn en orgel med 8 stämmor. Manualer är mekanisk och pedal är pneumatisk på orgeln. 1991 flyttades orgeln till Elimkyrkan i Latorp.

| Manual        | Pedal      | Koppel  |
| Gedakt 8´     | Subbas 16´ | Man/Ped |
| Spetsgamba 8' |            |         |
| Principal 4'  |            |         |
| Rörflöjt 4'   |            |         |
| Blockflöjt 2' |            |         |
| Nasat 1 1/3'  |            |         |
| Sifflöjt 1'   |            |         |

- Den nuvarande orgeln kom till kyrkan 1991.